# Григорий Премудрый

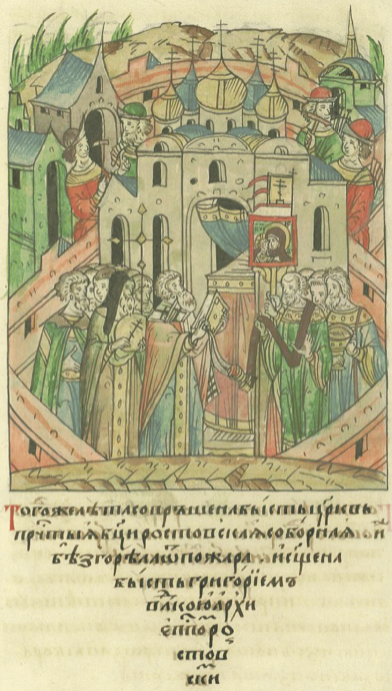
Епископ Ростовский Григорий Премудрый освящает церковь Пречистой Богородицы

Епи́скоп Григо́рий (ум. 3 мая 1416) — епископ Русской православной церкви, епископ Ростовский, Ярославский и Белоезерский.
Прославлен в лике святителя. Память 6/19 июля в Соборе Ростово-Ярославских святых.

## Биография
До возведения в архиерейский сан Григорий был игуменом Вологодского Спасо-Каменного Преображенского монастыря.
19 марта 1396 года в Москве хиротонисан на кафедру «Ростову и Ярославлю, и Белуозеру, и Углечю Полю, и Устюгу, и Молозе» с возведением в сан епископа. Хиротонию возглавил митрополит Киевский Киприан, в ней участвовали также епископы Евфросин Суздальский, Арсений Тверской, Феогност Рязанский, Григорий Коломенский, Феодосий Подольский.
В 1397 году посетил Устюг, один из главных центров миссионерской деятельности в Пермском крае.
В июле 1401 года присутствовал на созванном митрополитом Киприаном Соборе в Москве, на который съехались 9 иерархов из западной и восточной областей Киевской митрополии. В 1402 году, согласно Житию преподобного Дионисия Глушицкого, епископ Григорий благословил преподобного на игуменство в основанном преподобным Дионисием общежительном Глушицком Покровском монастыре.
Григорий возглавил отпевание и захоронение в московском Успенском соборе скончавшегося 16 сентября 1406 года митрополита Киприана.
Преосвященный Григорий прославился храмоздательской деятельностью в епархии. В 1411 году он на свои средства почти вновь построил Успенский собор, обрушившийся в 1403 году во время пожара.
В 1413 году им построена церковь в честь Благовещения Божией Матери на Бережках. Им же основан около Ростова Белогостицкий Георгиевский монастырь. В одном из храмов этого монастыря находилась древняя чудотворная Казанская икона Божией Матери.
22 марта 1416 года вместе с митрополитом Фотием, епископами Митрофаном Суздальским, Антонием Тверским, Тимофеем Сарским и Исаакием Пермским в присутствии великого князя Василия I и его братьев Георгия (Юрия) и Константина Димитриевичей архиепископ Григорий участвовал в хиротонии в московском Архангельском соборе архиепископа Новгородского Симеона.
Скончался 3 мая 1416 года. Похоронен в ростовском Успенском соборе, его имя было внесено в соборный синодик. В настоящее время место захоронения Григория неизвестно.

## Канонизация
В рукописных и других исторических материалах XIX века. епископ Григорий упоминается как местночтимый святой, рукописные святцы называют его Премудрым.
Канонизация Григория подтверждена включением его имени в Собор Ростово-Ярославских святых, празднование которому установлено 10 марта 1964 года по инициативе архиепископа Ярославского и Ростовского Никодима (Ротова).